# Sŏngyo-guyŏk
Sŏngyo-guyŏk ist einer der 18 Stadtbezirke Pjöngjangs, der Hauptstadt Nordkoreas. Der Bezirk grenzt im Norden an Tongdaewŏn-guyŏk, im Osten an Ryŏkp’o-guyŏk und Sadong-guyŏk und im Süden an Rakrang-guyŏk. Er wurde im September 1959 als Stadtbezirk eingerichtet.
Die Taedong-Brücke und die Yanggak-Brücke verbinden den Bezirk mit dem nördlich des Taedong-gang gelegenen Chung-guyŏk und der Insel Yanggak. Der Bezirk selbst wird von einem Wassergraben durchschnitten.

## Bauwerke und Einrichtungen
Der Bezirk wurde nach dem Wiederaufbau nach dem Koreakrieg in den 1950er Jahren auch als Industriestandort konzipiert.
Im Ortsteil Changchung befindet sich die Kathedrale von Jangchung. Sie ist Sitz des katholischen Bischofs des Bistums Pjöngjang in Nordkorea und eine der vier christlichen Kirchen Nordkoreas. Im Ortsteil Taehung-dong liegt die Pjöngjang Han Tok Su University of Light Industry und der Sŏngyo-Markt, ein zentraler Großmarkt des Bezirks.

## Wirtschaft
Diverse Unternehmen haben hier ihren Sitz, u. a. Phyongun Jungsong.

## Verkehr
Direkt an der Yanggak-Brücke liegt der Bahnhof Taedonggang.

## Verwaltungsgliederung
Sŏngyo-guyŏk ist in zwölf Verwaltungseinheiten, die Dongs eingeteilt. Die Ortsteile Namsin-dong, Changchung-dong, Ryulgok-dong, Mujin-dong, Kangan-dong und Sanop-dong sind wiederum in zwei, die Ortsteile Tungme-dong und Songyo-dong in drei Verwaltungseinheiten untergliedert.
|                 | Chosŏn'gŭl | Hancha |
| --------------- | ---------- | ------ |
| Changchung-dong | 장충동     | 長忠洞 |
| Kangan-dong     | 강안동     | 江岸洞 |
| Mujin-dong      | 무진동     | 武進洞 |
| Namsin-dong     | 남신동     | 南新洞 |
| Ryulgok-dong    | 률곡동     | 栗谷洞 |
| Sanop-dong      | 산업동     | 産業洞 |
| Songyo-dong     | 선교동     | 船橋洞 |
| Taehung-dong    | 대흥동     | 大興洞 |
| Tapche-dong     | 웃메동     |        |
| Tungme-dong     | 등메동     |        |
| Yongje-dong     | 영제동     | 永濟洞 |